# Fenomen lunar tranzitoriu
Un fenomen lunar tranzitoriu (abreviat: FLT, iar în engleză: LTP, abreviere a sintagmei engleze Lunar Transient Phenomena, termen creat în 1968 de astronomul sir Patrick Moore) constă în apariția unei lumini sau a unei modificări de aspect al suprafeței lunare, de scurtă durată.
Semnalări ale unor asemenea fenomene conduc în urmă cu peste o mie de ani, unele dintre ele făcând obiectul unor observații independente ale unor multipli martori sau ale unor oameni de știință cu bună reputație. Istoric, primul LTP cunoscut a fost observat de cinci călugări de la catedrala din Canterbury, din Anglia; era un flash luminos care s-a produs la 18 iunie 1178 și se află la originea craterului Giordano Bruno. Totuși majoritatea rapoartelor privitoare la PLT nu sunt reproductibile și nu sunt însoțite de mărturii verificabile adecvate care să permită să se stabilească un „distinguo” între diferite ipoteze luate în vedere. Pe lângă aceasta, puține din aceste fenomene au făcut obiectul publicării în reviste științifice peer reviewed, iar comunitatea cercetătorilor care se interesează de Lună evocă rar aceste observații. Astfel, doar 2 % din rapoartele de observație (53 din 2.806) redactate între anii 1700 și 2010 sunt considerate ca veritabile LTP.
Dacă LTP se produc pe Lună, originea lor a fost atribuită, în 1945, de către Hugh Percy Wilkins, un astronom amator din Țara Galilor, activității solare. Ipotezele privilegiate astăzi sunt degazarea de-a lungul unor fisuri lunare, formarea unor descărcări electrice în corpul acestor gaze (prin efect triboelectric) sau impacturi care se produc pe scara timpului geologic. Cei mai mulți oameni de știință care studiază Luna admit că fenomene tranzitorii de degazare sau de impacturi se produc pe scara timpului geologic; discordia apare privitor la frecvențele acestor evenimente.

## Descriere
Fenomenele lunare tranzitorii semnalate variază de la pânze de ceață până la schimbări de aspect ale suprafeței lunare. Cameron le clasează
în cinci categorii, și anume:
- (1) fenomene gazoase, inclusiv cețuri și alte forme de întunecare;
- (2) fenomene de colorație roșcată;
- (3) fonomene de colorații verzi, albastre sau violete;
- (4) fenomene de fulgerări;
- (5) și fenomene de umbrire.

Există două cataloage extensive de FLT,
 
dintre care cel mai recent, care urmărește fenomenul pornind din secolul al VI-lea, punctează 2.254 de evenimente. Printre evenimentele cele mai notabile, cel puțin o treime provin din vecinătatea platoului Aristarchus.